# Hilton Garden Inn
Hilton Garden Inn is een hotelketen van Hilton Worldwide. Hilton Garden Inn's worden gezien als hotels in de gemiddelde prijsklasse voor zowel zaken als recreatieve reizen. De hotelketen vertoont gelijkenissen met de Courtyard by Marriott keten, een sleutelconcurrent. Alle Hilton Garden Inn hotels worden geëxploiteerd als franchiseonderneming van Hilton Worldwide.
Hilton Garden Inn ontving de hoogste classificatie in de J.D. Power and Associates North America Hotel Guest Satisfaction Index Study in 2009.

## Geschiedenis

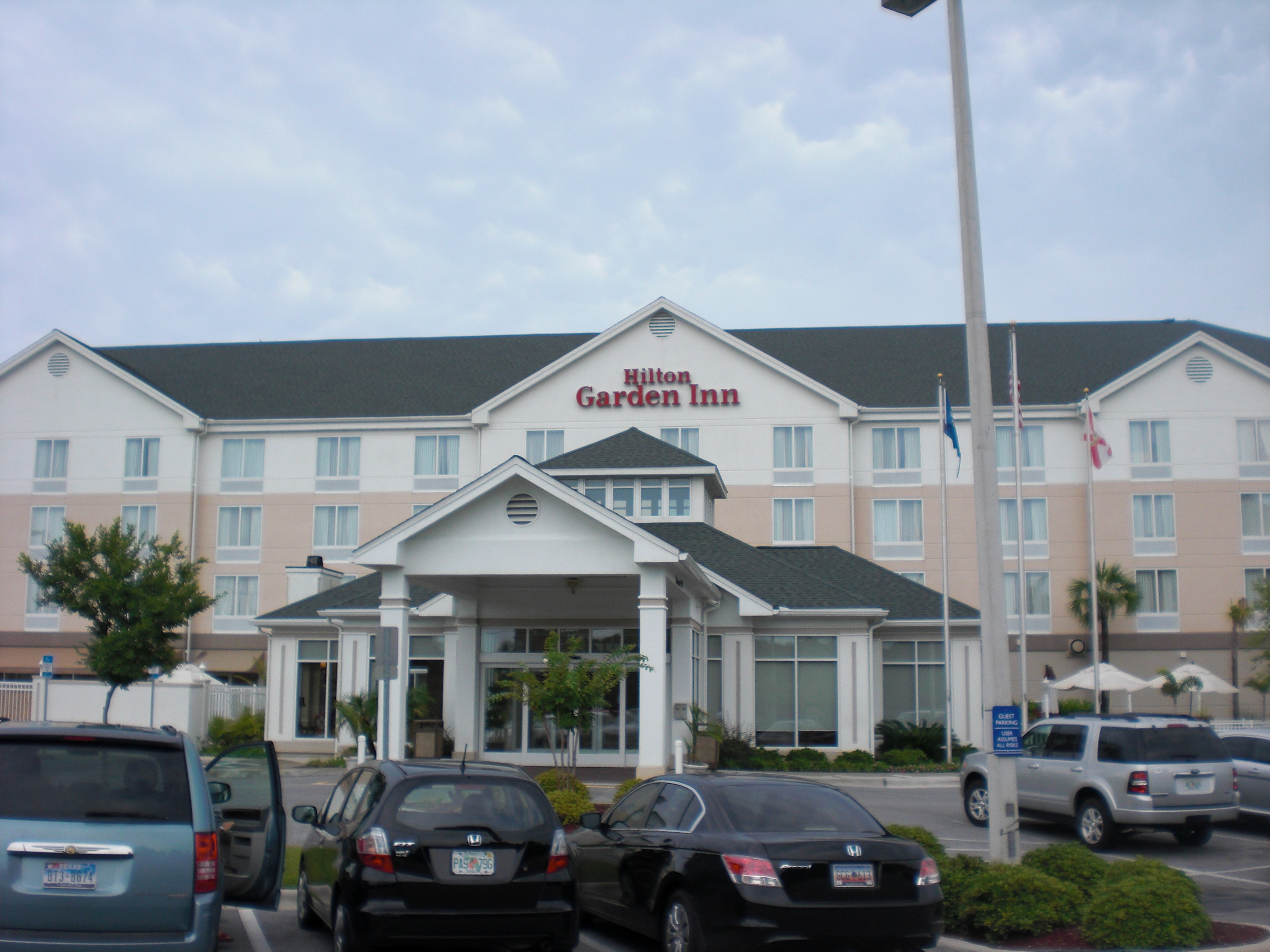
Hilton Garden Inn in Panama City, Florida.

De Hilton Garden Inn hotelketen ontstond in de jaren 80 onder de naam CrestHil by Hilton. Vanwege economische problemen werden slechts 4 van de 25 voorgestelde hotels gebouwd. Van deze vier originele hotels zijn er nog slechts twee lid van de keten. Deze staan in Lancaster, Pennsylvania en Valencia. De twee andere staan in Southfield, Michigan en Buffalo Grove, Illinois en zijn nu een Hilton en een Wyndham. De keten werd omgedoopt naar Hilton Garden Inn in 1996 en is van vier naar 450 hotels gegroeid.
In 2012 opende de eerste Hilton Garden Inn in Nederland: Hilton Garden Inn Leiden. Het heeft 173 kamers.
Hilton Honors